# The Unknown Soldier (Roy Harper)
The Unknown Soldier è il decimo album di Roy Harper. Esso fu l'ultimo pubblicato con l'etichetta Harvest Records..

## Storia
Questo album è stato originariamente pubblicato per la Harvest Records (SHVL820) nel 1980 (anche Harvest Records ST6474 (CAN) e Electrola 1C06407259 (FRG)). Nel 1998 l'album è stato ripubblicato per la etichetta di Harper, la Science Friction (HUCD031).
In questo lavoro si distinguono alcune partecipazioni di ospiti di grande rilievo: vi è un duetto di grande effetto con Kate Bush nella canzone "You", mentre la canzone "Short and Sweet" vede David Gilmour alla chitarra. Questa stessa canzone si ritrova anche nel primo album solista dello stesso Gilmour, David Gilmour. Di fatto la collaborazione di Gilmour fu piuttosto estesa, poiché egli suona la chitarra nella maggior parte dei brani ed ha collaborato alla stesura delle musiche di cinque delle dieci tracce, mentre Harper ne ha composto le liriche..
In origine, le canzoni "I'm In Love With You", "Ten Years Ago" e "The Flycatcher", dovevano essere pubblicate sull'album del 1977, Commercial Breaks. Tuttavia una disputa tra Harper e la EMI portò a ritardarne la pubblicazione fino al 1994. Queste tre canzoni furono registrate di nuovo per The Unknown Soldier, e sono leggermente diverse dalla loro composizione originale.

## Tracce

### Lato A
1. "Playing Games" (Harper/Gilmour) - 3:12
2. "I'm In Love With You" - 3:45
3. "The Flycatcher" - 4:10
4. "You" (The Game Part II) (Harper/Gilmour) - 4:37
5. "Old Faces" (Harper/Gilmour) - 4:09

### Lato B
1. "Short and Sweet" (Harper/Gilmour) - 6:28
2. "First Thing in the Morning" - 3:40
3. "The Unknown Soldier" - 3:33
4. "Ten Years Ago" - 3:35
5. "True Story" (Harper/Gilmour) - 3:50

## Formazione
- Roy Harper - voce
- Kate Bush - voce
- David Gilmour - chitarra
- Andy Roberts - chitarra
- Jimmy Bain
- David Bedford
- Steve Broughton - chitarra
- Hugh Burns - chitarra
- B.J. Cole - steel guitar
- George Constantino
- Jim Cuomo
- Sal DiTroia
- Timmy Donald
- Don Grolnick
- Neil Jason
- David Lawson - tastiere
- Will Lee
- Toni Levi
- Jimmy Maelen
- Andy Newmark
- Joe Partridge
- Sara Pozzo
- Dave Scance
- Pete Wingfield - tastiere